# くしろ市民北海盆踊り
くしろ市民北海盆踊り（くしろしみんほっかいぼんおどり）は、毎年8月19日に北海道釧路市で開催される北海盆踊りの祭典。

## 沿革
戦没者供養や戦災復興祈願のため、また、夏の終わりを告げる祭典として1955年に始まったこの祭典は、2000年の第46回まで8月19日と20日の2日間で行われていた。しかし、バブル経済崩壊以降の長期不況に加えて、地域外の大手資本による郊外型大型スーパー台頭による中心街の低迷が目立つようになったことから、翌年の第47回からは19日のみの開催になって、20日と21日を予備日にする日程へと変更されて継続している。

## 概要
手踊り・仮装・フリースタイルの3種類によるコンクール形式の盆踊り大会となっている。それぞれ上位が表彰の対象となっており、企業や町内会など団体での参加が中心となっているが、子供や親子といった個人・小規模団体での参加も可能。会場の北大通には本櫓や竿灯櫓、子供達や絵画サークル製作による行灯が設置され、彩りを加えて大会を盛り上げる演出となっている。
2020年の第66回と2021年の第67回は新型コロナウイルス感染症拡大の影響から中止となったが、2022年の第68回は会場を従来の北大通から栄町平和公園B面に移動し、コンクールなしでの開催となった。

## 会場
- 北大通6丁目から13丁目 - 2019年、第65回まで
- 栄町平和公園B面 - 2022年、第68回から